# Kentucky Wesleyan College

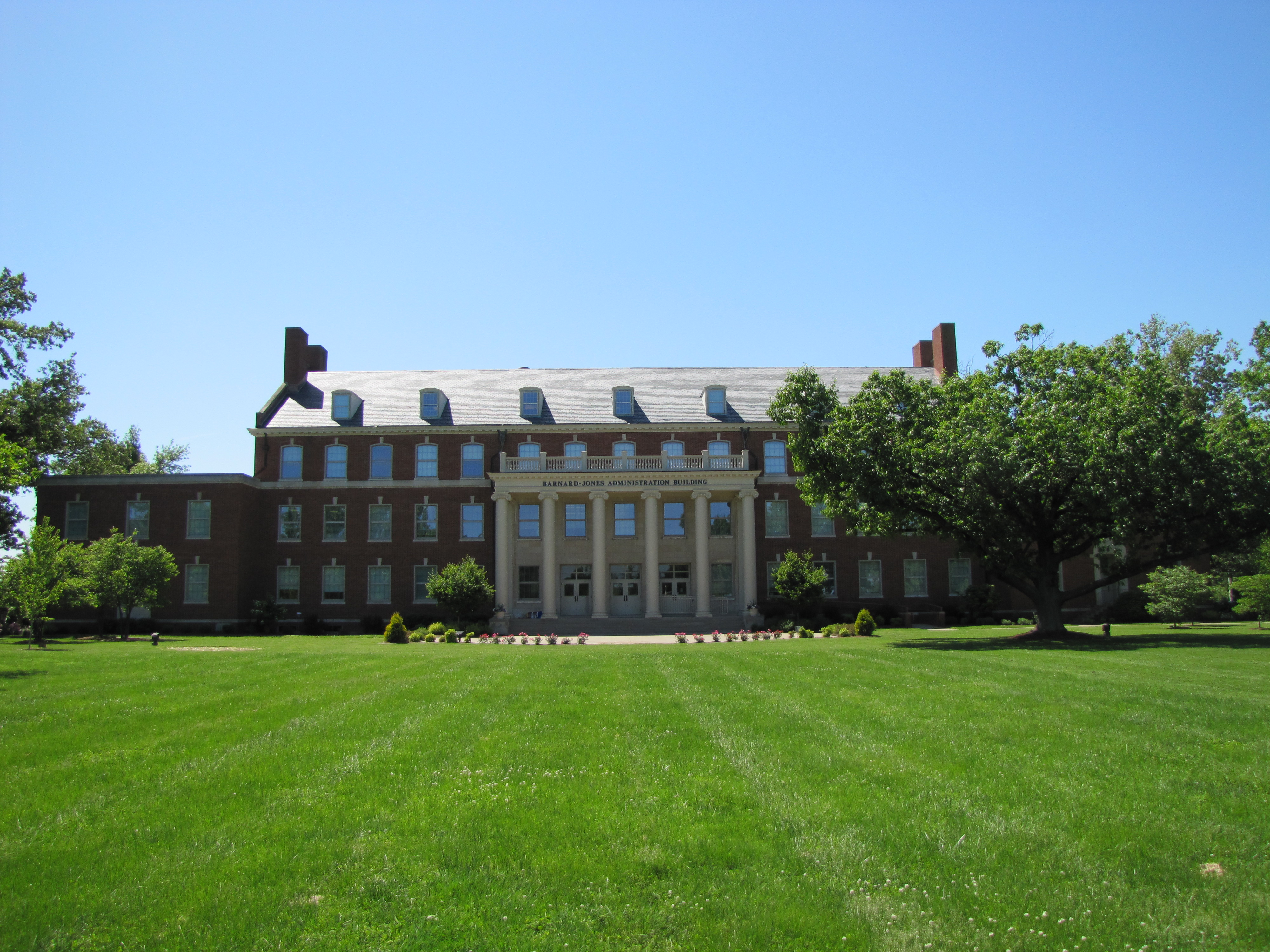
Verwaltungsgebäude der Hochschule

Das Kentucky Wesleyan College ist eine private methodistische Hochschule mit Sitz in Owensboro im US-Bundesstaat Kentucky. Der Schwerpunkt des Studiums liegt im Bereich der sogenannten Liberal Arts.
Gegründet wurde das Kentucky Wesleyan College 1858 durch die Bischöfliche Methodistenkirche. Die Hochschule erhielt 1860 ihre staatliche Zulassung, nahm jedoch bedingt durch den Amerikanischen Bürgerkrieg erst sechs Jahre später ihren Lehrbetrieb in Millersburg auf. Nachdem sie anfangs auf die Ausbildung von Predigern ausgerichtet war, erweiterte sie kurze Zeit später ihr Lehrangebot um Kurse im Bereich Wirtschaft und in den Liberal Arts. 1890 wechselte der Sitz aufgrund der besseren Bahnanbindung nach Winchester, wenige Jahre später erfolgte die Zulassung von Frauen zum Studium an der Hochschule. Nach dem Zweiten Weltkrieg wurde ab 1951 ein neuer Campus in Owensboro errichtet.
Die Hochschule gliedert sich in Abteilungen für Sozialwissenschaften, für Naturwissenschaften sowie für Geisteswissenschaften und Schöne Künste. Das Studium, das nach vier Jahren Dauer mit einem Bachelor-Abschluss endet, basiert auf einer als General Education Program bezeichnetem allgemeinen Grundlagenausbildung für alle Studenten, die um einen aus 36 verschiedenen Fächern der drei Abteilungen selbstgewählten Studienschwerpunkt (Major) ergänzt wird. Die Sportabteilung, deren Mannschaften unter dem Namen Kentucky Wesleyan Panthers antreten, gehört zur Great Lakes Valley Conference in der Division II der National Collegiate Athletic Association.

## Zahlen zu den Studierenden und den Dozenten
Im Herbst 2021 waren 811 Studierende am KWC eingeschrieben, die alle ihren ersten Studienabschluss anstrebten und die damit undergraduates waren. Von diesen waren 47 % weiblich und 53 % männlich; 1 % bezeichneten sich als asiatisch, 13 % als schwarz/afroamerikanisch, 3 % als Hispanic/Latino und 68 % als weiß. Es lehrten 86 Dozenten an der Universität, davon 45 in Vollzeit und 41 in Teilzeit. 2010 waren es rund 900 Studierende gewesen.